# Damiano Ciancilla
Damiano Ciancilla (Bono, 1894 – Cirmù, 22 maggio 1939) è stato un militare italiano, decorato di medaglia d'oro al valor militare alla memoria nel corso delle operazioni militari in Africa Orientale Italiana.

## Biografia
Nacque a Bono, in provincia di Sassari, nel 1894, figlio di Francesco Michele e Giovanna Mula. Emigrato giovanissimo in Tunisia, dopo l'entrata in guerra del Regno d'Italia si arruolò nel Regio Esercito, combattendo nelle file del 151º Reggimento fanteria della Brigata Sassari dal mese di agosto del 1915. Promosso caporale nel giugno 1916, divenne caporale maggiore nel 1917. Caduto prigioniero di guerra degli austro-ungarici, rientrò in patria a guerra finita, venendo congedato nel corso del 1919. Arruolatosi volontario nella Milizia Volontaria Sicurezza Nazionale con il grado di caposquadra, nel 1924 partì per la Libia, assegnato alla 1ª Coorte della 2ª Legione. Partecipò alla operazioni di riconquista della Tripolitania fino all'ottobre del 1925, quando venne posto in congedo e rimpatriato. Nel 1935, assegnato al VI Battaglione mitraglieri della 114ª Legione, fu mobilitato e il 14 dicembre partì per l'Africa Orientale Italiana per prendere parte alla guerra d'Etiopia in forza alla 6ª Divisione CC.NN. "Tevere". Dopo la fine delle ostilità rimase in Etiopia, partecipando alle grandi operazioni di polizia coloniale contro la guerriglia etiope, assegnato, dal gennaio 1937, alla 119ª Legione "Impero". Promosso primo caposquadra, nel gennaio 1939 fu assegnato in servizio a una banda irregolare operante nello Scioa. Cadde in combattimento a Cirmù il 22 maggio 1939 e, per onorarne il coraggio, gli fu assegnata la medaglia d'oro al valor militare alla memoria. Una caserma della MVSN di Sassari ha portato il suo nome, così come lo portano una via di Sassari e una di Bono.

### Fonti
1. 1 2 3 4 5 6 7 8 9 10  Combattenti Liberazione.
2. 1 2  La Nuova Sardegna.
3. ↑  d'oro al valor militare sul sito della Presidenza della Repubblica
4. ↑  Registrato alla Corte dei conti addì 22 dicembre 1940, registro 11 Africa Italiana, foglio 225.